# Philippe Delzenne
Philippe Delzenne (Leuven, 11 december 1956) is een Vlaams stripauteur.

## Biografie
Philippe Delzenne werd geboren in Leuven en woont sinds 1986 in Brugge. In 1977 werd hij medewerker bij stripauteur Frank Sels voor de indianenreeks Zilverpijl.
Via een advertentie in de krant werd hij in 1979 door Jef Nys verkozen als een van de vaste medewerkers en verantwoordelijke van de Jommeke-strips. Samen met nog andere tekenaars, ging hij aan de slag in de Jef Nys-studio.
In 1986 deed hij afstand van het tekenen van Jommeke. Hij solliciteerde als hulp voor tekenaar Peyo, waar hij tien jaar lang de verhalen van de Smurfen hielp tekenen en bedenken.
In 1998 keerde Philippe Delzenne terug naar Jommeke. Sinds dat jaar tekent en schrijft hij, samen met zijn collega Gerd Van Loock, de verhalen van Jommeke. Jef Nys zag, tot hij in 2009 overleed, nauw toe op het resultaat en gaf, indien nodig, ook aanwijzingen.
Na de dood van Nys werd de stripreeks voortgezet en vanaf album 251 (Schattenjagers in Bokrijk) worden de auteurs - Philippe Delzenne en Gerd Van Loock - eveneens met hun naam vermeld.
- Biblioteca Nacional de España: XX4751218
- Bibliothèque nationale de France: cb14528474k (data)
- International Standard Name Identifier: 0000 0000 5520 1855
- Library of Congress Control Number: no2017072411
- Nationale Bibliotheek van Tsjechië: mzk2003169524
- Nederlandse Thesaurus van Auteursnamen: 088953947
- Système universitaire de documentation: 251313662
- Virtual International Authority File: 12541544
- WorldCat: E39PBJjhGkr9kw46Hk9hFmh8md